# Wah-Wah
Pour les articles homonymes, voir Wah-Wah (homonymie).
Pistes de All Things Must Pass
My Sweet Lord Isn' t It A Pity
Wah-Wah est une chanson écrite par George Harrison, parue le 30 novembre 1970 sur son triple album All Things Must Pass. Dans cette chanson, Harrison met en lumière les tensions avec les Beatles apparus pendant le projet Get Back, en particulier entre lui et Paul McCartney.
En 2002, lors du concert-hommage à George Harrison (donné un an après sa mort) par un grand nombre de ses amis musiciens, Eric Clapton et Jeff Lynne en feront une reprise.

## Genèse de la chanson
Janvier 1969, les Beatles sont réunis au studio de cinéma de Twickenham sur l'initiative de Paul McCartney. Ce dernier, devenu le motivateur du groupe, convainc ses trois autres confrères de jouer Live, c'est-à-dire sans retouche studio. Le tout, filmé par Michael Lindsay-Hogg.

Cependant, le groupe a beaucoup de mal à se mettre d'accord sur les tenants et les aboutissants du projet : une émission télévisée ? Un film documentaire? Ou des répétitions pour un concert ? Et si concert il doit y avoir, où se tiendra-t-il ? De plus, les tensions apparues durant les sessions de l'album blanc refont surface et empirent. Si John Lennon achève de se désintéresser du groupe pour Yoko Ono et ses projets solo, c'est le dirigisme de Paul qui finit par exaspérer George Harrison; qui accepte de moins en moins le fait d’être relégué au second plan par le duo Lennon/McCartney. De plus, Harrison apporte dans ses cartons For You Blue, All Things Must Pass, Hear Me Lord et Let It Down. Des 4, seule For You Blue semble être appréciée par Lennon et McCartney.
Malgré le fait d’être sous-estimé, c'est l'incident du 10 janvier qui finit par l'excéder. Ce jour-là McCartney fait une remarque à Harrison concernant sa façon de jouer. Celui-ci répond : « Je jouerai ce que tu veux. Et si tu ne veux pas que je joue, je ne jouerai pas du tout ! Tout ce qui te fera plaisir, je le ferai », scène que l'on retrouvera dans le film Let It Be. Sur ce, Harrison prend sa guitare et quitte les studios. Arrivé chez lui, il posera sur papier ses ressentiments concernant l'atmosphère délétère de Twickenham .

## Enregistrement

### Personnel
Selon le livret accompagnant l'album :
- George Harrison – chant, chœurs, guitare électrique, guitare slide
- Eric Clapton – guitare solo
- Pete Ham - guitare acoustique
- Tom Evans - guitare acoustique
- Joey Molland - guitare acoustique
- Klaus Voormann – basse
- Billy Preston – piano
- Bobby Whitlock – piano électrique
- Gary Brooker - orgue Hammond
- Bobby Keys - saxophone
- Jim Price - Trompette, arrangements des cuivres
- Ringo Starr – batterie
- Non crédités - maracas, congas
- Mike Gibbons - tambourin
- The George O'Hara-Smith Singers – chœur

### Équipe technique
- George Harrison, Phil Spector – production
- Ken Scott – ingénieur du son
- Phil McDonald – ingénieur du son